# Bony de les Picardes
El Bony de les Picardes és una muntanya de 2.782 metres que es troba al municipi d'Espot, a la comarca del Pallars Sobirà. És el punt més alt de la Serra dels Estanyets. Al seu vessant oriental neix el riu de Caregue, que discorre per la vall d'Àssua fins desaiguà al riu de Berasti